# Dyptyk Mater Dolorosa i Ecce Homo
Mater Dolorosa i Ecce Homo – dyptyk pochodzący ze szkoły Dirka Boutsa, namalowany ok. II poł. XV wieku, dzieło zrabowane z Polski podczas II wojny światowej.

## Historia
Obrazy tworzące dyptyk, przedstawiające Matkę Bożą Boleściwą oraz Chrystusa jako męża boleści, tzn. Ecce homo, powstały w Niderlandach w warsztacie Dirka Boutsa ok. II poł. XV wieku. Są oprawione w XVI-wieczne drewniane ramy, na których znajduje się łacińska inskrypcja odpowiednio piątej i szóstej zwrotki hymnu Stabat Mater Dolorosa. Do namalowania dzieł artysta użył farby olejnej i tempery. Czartoryscy zakupili obrazy w 1883 roku. Stanowiły część kolekcji Zamku w Gołuchowie. Gdy Augustyn Józef Czartoryski wraz z żoną Marią de los Dolores zostali zatrzymani w 1939 roku, a należące do nich dzieła przejęli Niemcy, dyptyk podzielił los innych artefaktów, które w 1944 roku zostały wywiezione z Warszawy. W 1973 roku dyptyk oferowano na hiszpańskim rynku sztuki. Został zakupiony przez kolekcjonera sztuki José Fernándeza Lópeza. W 1994 roku nabyło go Museo de Pontevedra wraz z innymi 313 obrazami różnych autorów, należącymi do kolekcji Lópezów. W 2020 roku Mariusz Wiśniewski z Ministerstwa Kultury i Dziedzictwa Narodowego RP zwrócił się z notą restytucyjną do władz hiszpańskiego muzeum. Strona hiszpańska przekazała dyptyk 25 stycznia 2023 roku. Podczas briefingu prasowego minister Piotr Gliński zapowiedział, że obrazy trafią na Zamek w Gołuchowie.